# Dayton (Virginia)
Dayton ist eine US-amerikanische Stadt im Rockingham County im Bundesstaat Virginia. Sie ist in die Harrisonburg Metropolitan Area eingegliedert. Das U.S. Census Bureau hat bei der Volkszählung 2020 eine Einwohnerzahl von 1.688 ermittelt.

## Geographie
Dayton liegt rund drei Meilen südwestlich von Harrisonburg. Nördlich der Stadt liegt das statistische Gebiet des CDPs Belmont Estates, im Süden die Stadt Bridgewater.

## Geschichte
Die Stadt ist eine der ältesten besiedelten Gemeinden im Rockingham County und die zweitälteste, welche die Stadtrechte erhielt. Der erste Siedler war Daniel Harrison (ca. 1702–1770), dessen Familie entlang des Cook Creeks nördlich der Innenstadt wohnte. Daniels Bruder Thomas Harrison gründete Harrisonburg. Beide und deren drei Brüder zogen von New York nach Delaware über den Orange County in Virginia, bevor sie sich im Shenandoahtal niederließen.
Bis 1833 war die Stadt als Rifeville oder Rifetown bekannt.
Die Wurzeln der Shenandoah University liegen in Dayton. Zu dieser Zeit wurde die Institution noch Shenandoah College and Conservatory of Music genannt. Das College wurde 1875 unter der Leitung von Reverend Abraham Paul Funkhouser gegründet. Es war eine der wichtigsten Institutionen der Stadt bis 1960, als das College nach Winchester umzog. Die College Street wurde danach benannt und einige der Gebäude in der Straße waren Teil des Campus.

## Politik
Die Stadt wird durch ein Council Manager Government verwaltet.
| Town Manager        | Town Manager | Bürgermeister von Bridgewater | Bürgermeister von Bridgewater | Bürgermeister von Bridgewater | Vize-Bürgermeister | Vize-Bürgermeister | Vize-Bürgermeister |
| Amtszeit            | Name         | Amtszeit                      | Name                          | Partei/Person                 | Amtszeit           | Name               | Partei/Person      |
| ------------------- | ------------ | ----------------------------- | ----------------------------- | ----------------------------- | ------------------ | ------------------ | ------------------ |
|                     |              | 2000–2002                     | Edgar H. Bartley              | Ind.                          |                    |                    |                    |
|                     |              | 2002–2004                     | Dvid W. Kreutzer              | Ind.                          |                    |                    |                    |
|                     |              | 2004–2006                     | L. J. Purcell                 | Ind.                          |                    |                    |                    |
|                     |              | 2006–2008                     | Judy A. Way                   | Ind.                          |                    |                    |                    |
|                     |              | 2008–2010                     | L. J. Purcell                 | Ind.                          |                    |                    |                    |
|                     |              | 2010–2012                     | William Buddy W. Farris, Jr   | Ind.                          |                    |                    |                    |
| –2015               | John Crim    | 2012–2018                     | Charles Thomas Long           | Ind.                          |                    |                    |                    |
|                     |              | 2018–2020                     | Samuel Seawood Lee            | Ind.                          | –2020              | Jeff Daly          | Ind.               |
| 8. Juli 2019 –heute |              | 2018–2020                     | Samuel Seawood Lee            | Ind.                          | –2020              | Jeff Daly          | Ind.               |
| Angela A. Lawrence  | 2020–heute   | Cary Alan Jackson             | Ind.                          | 2020–heute                    | Bradford Dyjak     | Ind.               |                    |